# Lenthe (Duitsland)
Lenthe is een dorp en stadsdeel van de stad Gehrden in de Regio Hannover. Het hoort tot de vier dorpen Lenthe, Northen, Everloh en Benthe die aan de Benther Berg liggen in de deelstaat Nedersaksen.

## Geboren
- Werner von Siemens (1816-1892), uitvinder, ingenieur en industrieel
- Carl Wilhelm Siemens (1823-1883), uitvinder, ingenieur, natuurwetenschapper en industrieel